# Arijana Jaha
Arijana Jaha (ur. 5 stycznia 1979 w Sarajewie) – bośniacka judoczka.
Brała udział w igrzyskach olimpijskich w 2000 (Sydney). Wystartowała w wadze półlekkiej, czyli do 52 kg (zawody rozegrano 17 września). W pierwszej rundzie przegrała z Hinduską Lourembam Brojeshori Devi (porażka przez ippon) i odpadła z rywalizacji. Była na tych igrzyskach jedynym reprezentantem Bośni i Hercegowiny w judo. 
Arijana Jaha zarówno w swojej karierze juniorskiej jak i seniorskiej, znacznie więcej pojedynków przegrywała niż wygrywała. Spośród 34 walk, jakich stoczyła na arenie międzynarodowej w różnych imprezach mistrzowskich (mistrzostwa świata, mistrzostwa Europy, Puchar Świata, mistrzostwa świata juniorów, mistrzostwa Europy juniorów i igrzyska olimpijskie), wygrała zaledwie pięć. Cztery z nich wygrała na zawodach juniorskich a tylko jedną na seniorskich (miało to miejsce na mistrzostwach Europy we Wrocławiu w 2000 roku). Więcej sukcesów odniosła na krajowych mistrzostwach (seniorskich), w których dziewięciokrotnie zdobywała złoto, a raz srebro (w różnych kategoriach wagowych). W 2006 wywalczyła srebro mistrzostw Chorwacji w kategorii do 63 kilogramów, a w 2002 roku zajęła drugie miejsce w Pucharze Słowenii.